# Penn State Nittany Lions (piłka siatkowa kobiet)

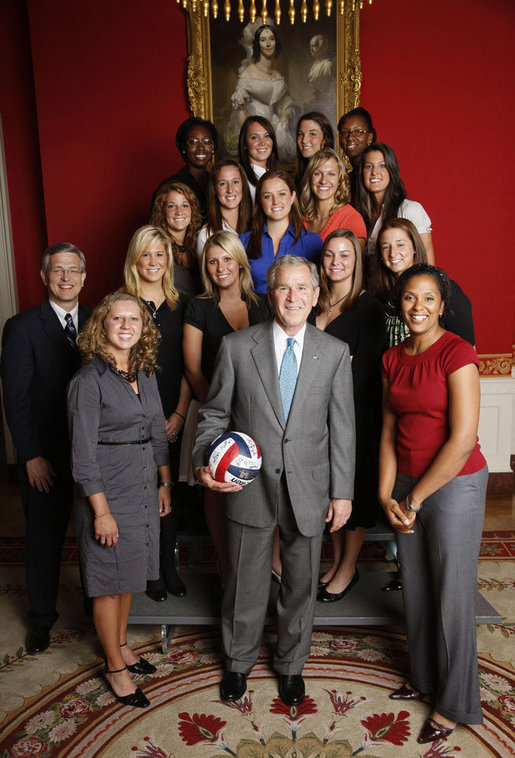
Penn State Nittany Lions zostały uhonorowane w Białym Domu przez prezydenta Stanów Zjednoczonych George'a W. Busha w czerwcu 2008 roku za zwycięstwo w krajowych mistrzostwach NCAA Division I w 2007 roku.

Penn State Nittany Lions – amerykański żeński klub siatkarski, powstały w 1976 r. w State College. Został założony przez Tom Taita. W latach 1976–1979 był trenerem, a w 2007 roku został wybrany najlepszym trenerem siatkówki USA wszech czasów. W 1979 roku trenerem został Russ Rose i nieprzerwanie trenuje drużynę do dziś. Obecnie drużyna występuje pod nazwą Penn State Nittany Lions.

## Sukcesy
Mistrzostwa Big Ten Conference:
- 1992, 1993, 1996, 1997, 1998, 1999, 2003, 2004, 2005, 2006, 2007, 2008, 2009, 2010, 2012, 2013, 2017
- 1991, 1994, 2002, 2011, 2014
- 1995, 2000, 2001

Mistrzostwa NCAA Division I:
- 1999, 2007, 2008, 2009, 2010, 2013, 2014
- 1993, 1997, 1998

## Najbardziej znane absolwentki
| Lata gry  | Imię i nazwisko    | Pozycja      |
| --------- | ------------------ | ------------ |
| 2014-2017 | Haleigh Washington | środkowa     |
| 2014-2017 | Alexandra Frantti  | przyjmująca  |
| 2014-2017 | Simone Lee         | przyjmująca  |
| 2012-2015 | Megan Courtney     | przyjmująca  |
| 2011-2014 | Nia Grant          | środkowa     |
| 2011-2014 | Micha Hancock      | rozgrywająca |
| 2011-2014 | Aiyana Whitney     | przyjmująca  |
| 2010-2013 | Deja McClendon     | przyjmująca  |
| 2010-2013 | Kathleen Slay      | środkowa     |
| 2007-2010 | Blair Brown        | atakująca    |
| 2007-2010 | Arielle Wilson     | środkowa     |
| 2006-2009 | Alisha Glass       | rozgrywająca |
| 2006-2009 | Megan Hodge-Easy   | przyjmująca  |
| 2005-2008 | Christa Harmotto   | środkowa     |
| 2005-2008 | Nicole Fawcett     | atakująca    |

## Trenerzy
- 1976-1978: Tom Tait
- 1979-: Russ Rose